# Left Hand Free
Singles de Alt-J
Hunger of the Pine
(2013) Every Other Freckle
(2014)
Left Hand Free est une chanson du groupe anglais Alt-J extraite en 2014 de leur deuxième album studio This Is All Yours. Sortie le 7 juillet 2014 sur le label Infectious, la chanson sort en format numérique. La chanson a été écrite par Joe Newman, Gus Unger-Hamilton, Thom Green et produite par Charlie Andrew. On peut entendre cette chanson dans les films du MCU Captain America: Civil War et Spiderman Homecoming ainsi que dans la série Outer Banks produite par Netflix.Elle est utilisée dans l'épisode "Derailed" de la quatrième saison de Suits. 

## Crédits
- Alt-J (∆) – Chant
- Charlie Andrew – Production
- Joe Newman, Gus Unger-Hamilton, Gwilym Sainsbury, Thom Green – Composition
- Infectious Music – Label

## Classements

### Classements hebdomadaires
| Classement (2014)                         | Meilleure position |
| ----------------------------------------- | ------------------ |
| Australie (ARIA)                          | 80                 |
| Belgique (Flandre Ultratop 50 Singles)    | 83                 |
| Canada (Billboard "Rock Songs")           | 5                  |
| France (SNEP)                             | 126                |
| Royaume-Uni (Singles Chart)               | 91                 |
| Royaume-Uni (UK Indie Chart)              | 7                  |
| États-Unis (Hot 100)                      | 99                 |
| États-Unis (Hot Rock Songs)               | 9                  |
| États-Unis (Rock Airplay)                 | 5                  |
| États-Unis (Billboard "Adult Alt. Songs") | 3                  |
| États-Unis (Alternative Songs)            | 2                  |

### Classements de fin d'année
| Classement (2014)                              | Position |
| ---------------------------------------------- | -------- |
| États-Unis Hot Rock Songs (Billboard)          | 34       |
| États-Unis Rock Airplay (Billboard)            | 23       |
| États-Unis Adult Alternative Songs (Billboard) | 40       |
| États-Unis Alternative Songs (Billboard)       | 18       |

## Historique des sorties
| Pays        | Date              | Format                                | Label                              |
| ----------- | ----------------- | ------------------------------------- | ---------------------------------- |
| États-Unis  | 7 juillet 2014    | Téléchargement numérique              | Canvasback Music, Atlantic Records |
| Royaume-Uni | 8 juillet 2014    | Téléchargement numérique              | Infectious Records                 |
| États-Unis, | 15 juillet 2014   | Radio de rock moderne                 | Canvasback Music, Atlantic Records |
| États-Unis, | 15 septembre 2014 | Radio de rock alternatif              | Canvasback Music, Atlantic Records |
| États-Unis, | 27 octobre 2014   | Téléchargement numérique (Lido remix) | Infectious Records                 |